# Maria Gerson-Dąbrowska
Maria Józefa Gerson-Dąbrowska (ur. w 24 sierpnia 1869 w Warszawie, zm. 21 stycznia 1942 tamże) – polska malarka, rzeźbiarka, pisarka, historyczka i krytyczka sztuki, publicystka oraz pedagożka  .

## Działalność zawodowa

### Wykształcenie
Ukończyła gimnazjum K.Czarneckiej w Warszawie (1887) oraz kurs wychowania przedszkolnego. Kształciła się pod kierunkiem ojca (malarstwo i rysunek), a także Hipolita Marczewskiego i Jana Wojdygi (rzeźba). Następnie w 1895 roku podjęła studia w Paryżu: w zakresie rzeźby u Denysa Puecha oraz malarstwa w Académie Julian u Williama-Adolphe'a Bouguereau i Gabriela Ferriera w latach 1896–1898 . 

### Twórczość artystyczna i pedagogiczna
Wystawiała od 1891 roku w salonach warszawskich, takich jak Towarzystwo Zachęty Sztuk Pięknych oraz Salonie Krywulta  . Ponadto, jej prace były pokazywane także w Paryżu, Lwowie i Krakowie. Wykonała m.in. tablicę pamiątkową ustanowioną dla uczczenia Fryderyka Chopina w setną rocznicę urodzin kompozytora (1910), która znajduje się w Parku miejskim im. Adama Mickiewicza w Sanoku przy tzw. Źródełku Chopina na północnym stoku parku. Na Wystawie Powszechnej w Paryżu w 1900 roku otrzymała brązowy medal . Większość jej prac jest jednak obecnie zaginionych – są znane tylko z reprodukcji w ówczesnej prasie ilustrowanej lub jedynie z tytułów . Jej twórczość rzeźbiarską Ewa Micke-Broniarek określa w następujący sposób:  
prace rzeźbiarskie Gersonówny cechuje dążenie do uchwycenia naturalnego ruchu postaci, w niektórych pobrzmiewa echa secesji: miękki, płynny modelunek, skłonność do dekoracyjnych układów fałd tkaniny lub bujnych kobiecych włosów, wreszcie liryczny, wyciszony nastrój całej kompozycji .  
Od 1904 roku pracowała w szkole artystycznej A. Conti w Warszawie (dział rzeźby), była także nauczycielką rysunku w warszawskich szkołach średnich . 

### Działalność społeczna
W latach 1888–1914 pracowała w tajnym kole oświaty ludowej, zaś w latach 1901–1939 działała w Związku Teatrów Ludowych – publikowała wówczas prace z zakresu sztuki i literatury scenicznej . Członkini Stowarzyszenia Artystek Polskich od momentu jego powstania w 1889 roku . 

### Twórczość literacka, krytyczna i dziennikarska
Autorka cenionych utworów dla dzieci i młodzieży, zwłaszcza utworów dramatycznych, przez nią również inscenizowanych w teatrach szkolnych. Wydała m.in.: Historię prawdziwą o Grzesiu z Sanoka (z powieści J.I. Kraszewskiego) (1899), Obrazki historyczne uscenizowane (1911), Baśń o królowej Róży. Fantazja w 3 odsłonach (1924), Obrazy żywe (1920), Ubiory teatralne (1922), Wielcy artyści. Ich życie i dzieła (1924), Polscy artyści. Ich życie i dzieła (1927), Burek i jego przyjaciele (1908), Nasi przyjaciele (1936). 
W latach 1918–1938 współpracowała również z prasą, publikując swoje teksty (z reguły artykuły i drobne utwory literackie) m.in. w „Kobiecie Współczesnej”, „Tygodniku Mód i Powieści”, „Echu Muzycznym” czy „Teatrze Ludowym” . Zamieszczała również utwory w prasie dla dzieci i młodzieży .  

## Życie prywatne

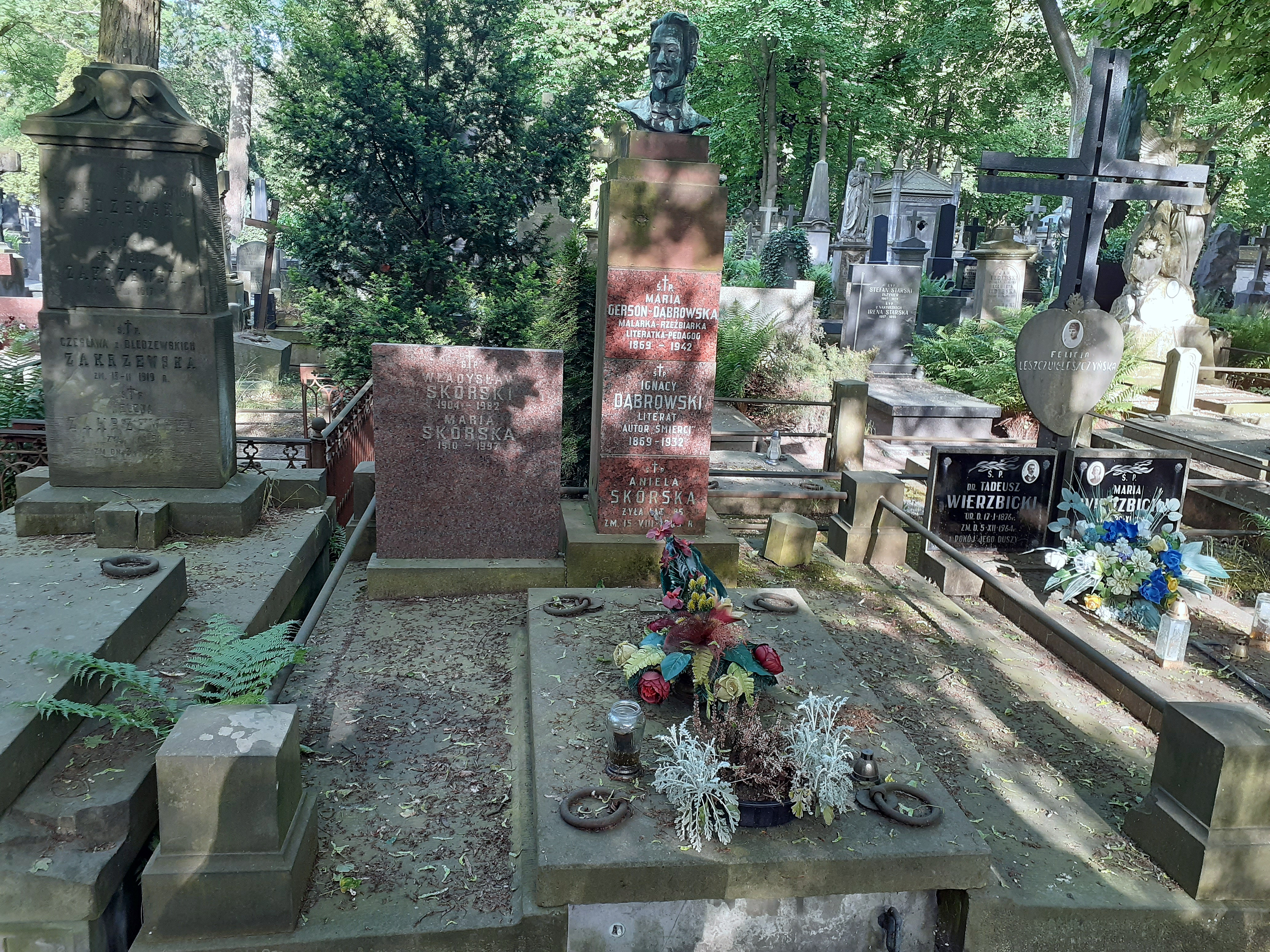
Grobowiec Ignacego Dąbrowskiego i Marii Gerson-Dąbrowskiej

Była córką malarza Wojciecha Gersona i Natalii z Frydrychów. Siostra Jadwigi Gerson-Bobińskiej  . Od 9 czerwca 1903 roku była żoną pisarza i nauczyciela Ignacego Dąbrowskiego (1869–1932) . Wykonała jego rzeźbę portretową na pomniku nagrobnym na cmentarzu Powązkowskim w Warszawie, gdzie także została pochowana (kwatera 39-4-17,18).

## Ordery i odznaczenia
- Złoty Krzyż Zasługi (9 listopada 1931)[15]
- Medal 3 Maja

## Dzieła – malarstwo i rzeźba
Zachowane:

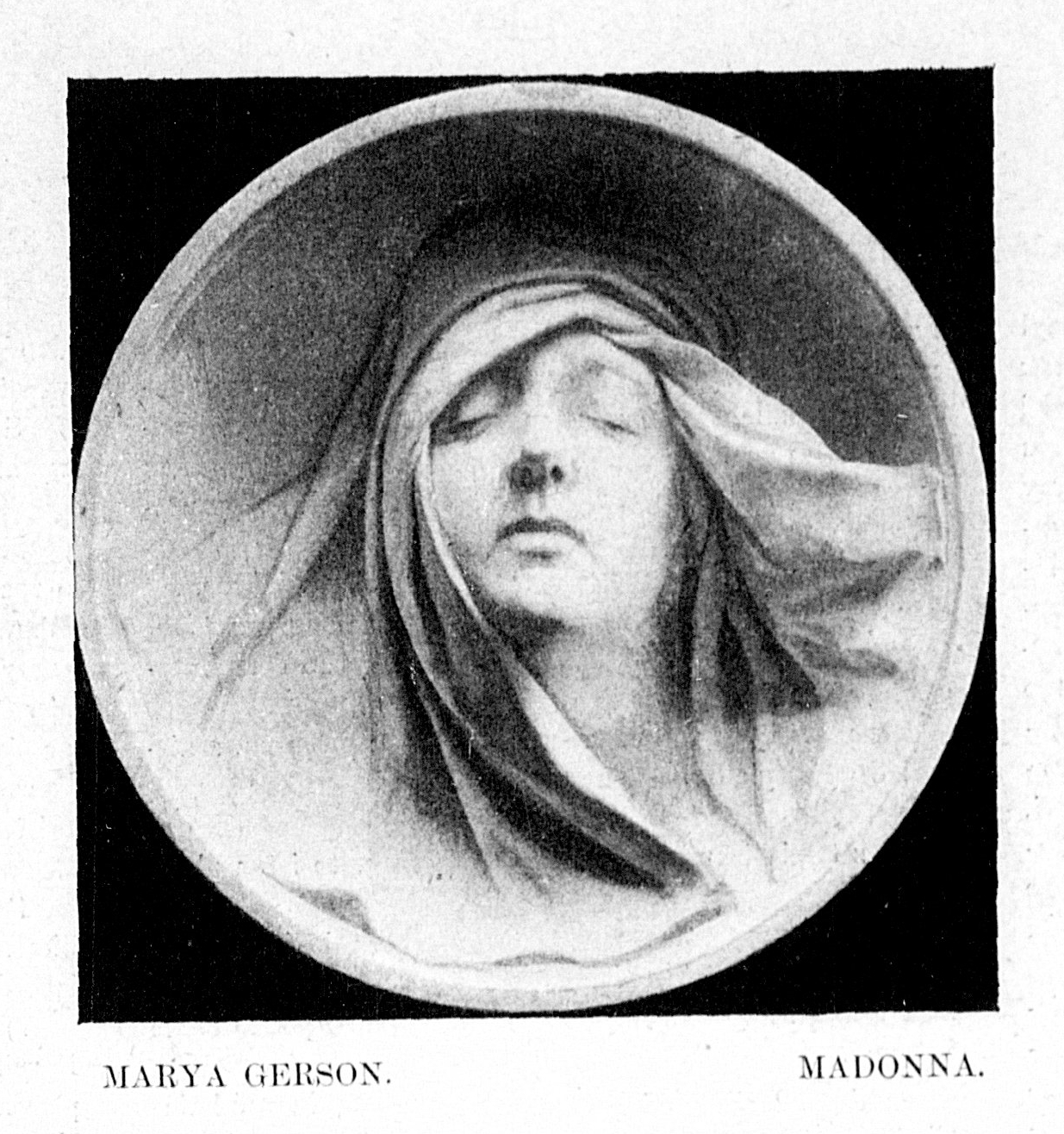
Maria Gerson-Dąbrowska, Madonna, reprodukcja rzeźby opublikowana w „Wędrowcu”, 1900

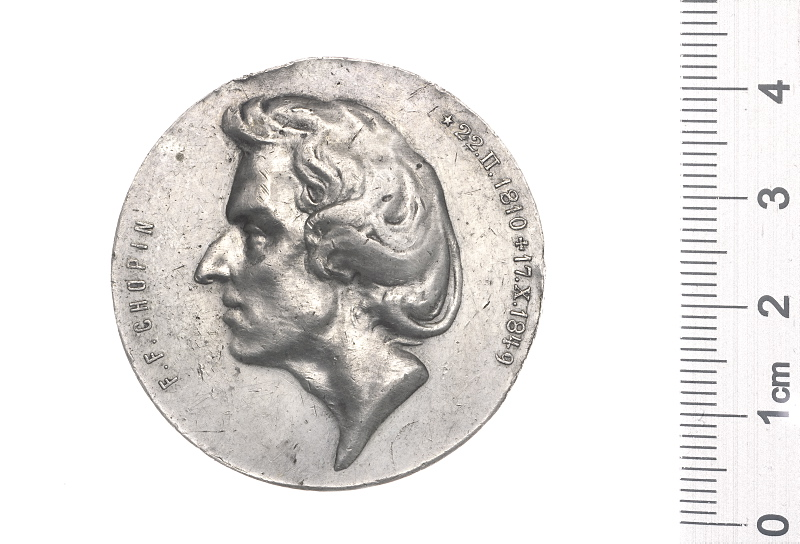
Maria Gerson-Dąbrowska, Medal z okazji 50-lecia śmierci Fryderyka Chopina, 1899, awers, Muzeum Narodowe w Warszawie

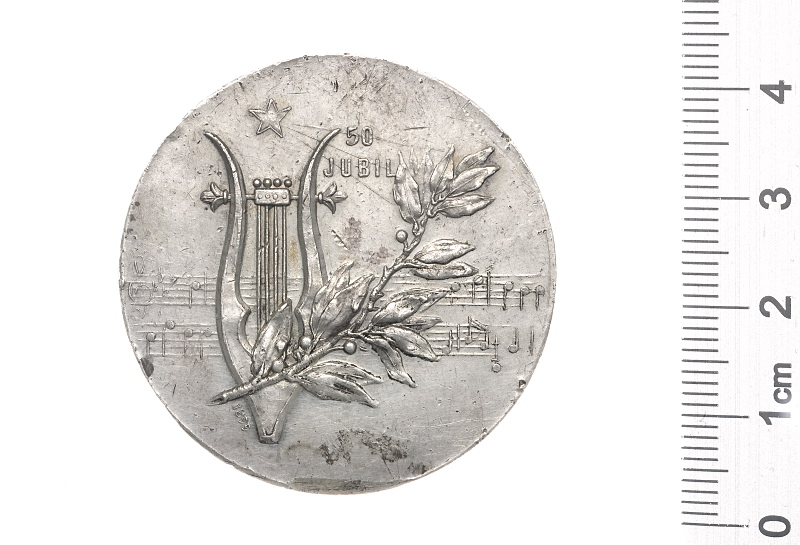
Maria Gerson-Dąbrowska, Medal z okazji 50-lecia śmierci Fryderyka Chopina, 1899, rewers, Muzeum Narodowe w Warszawie

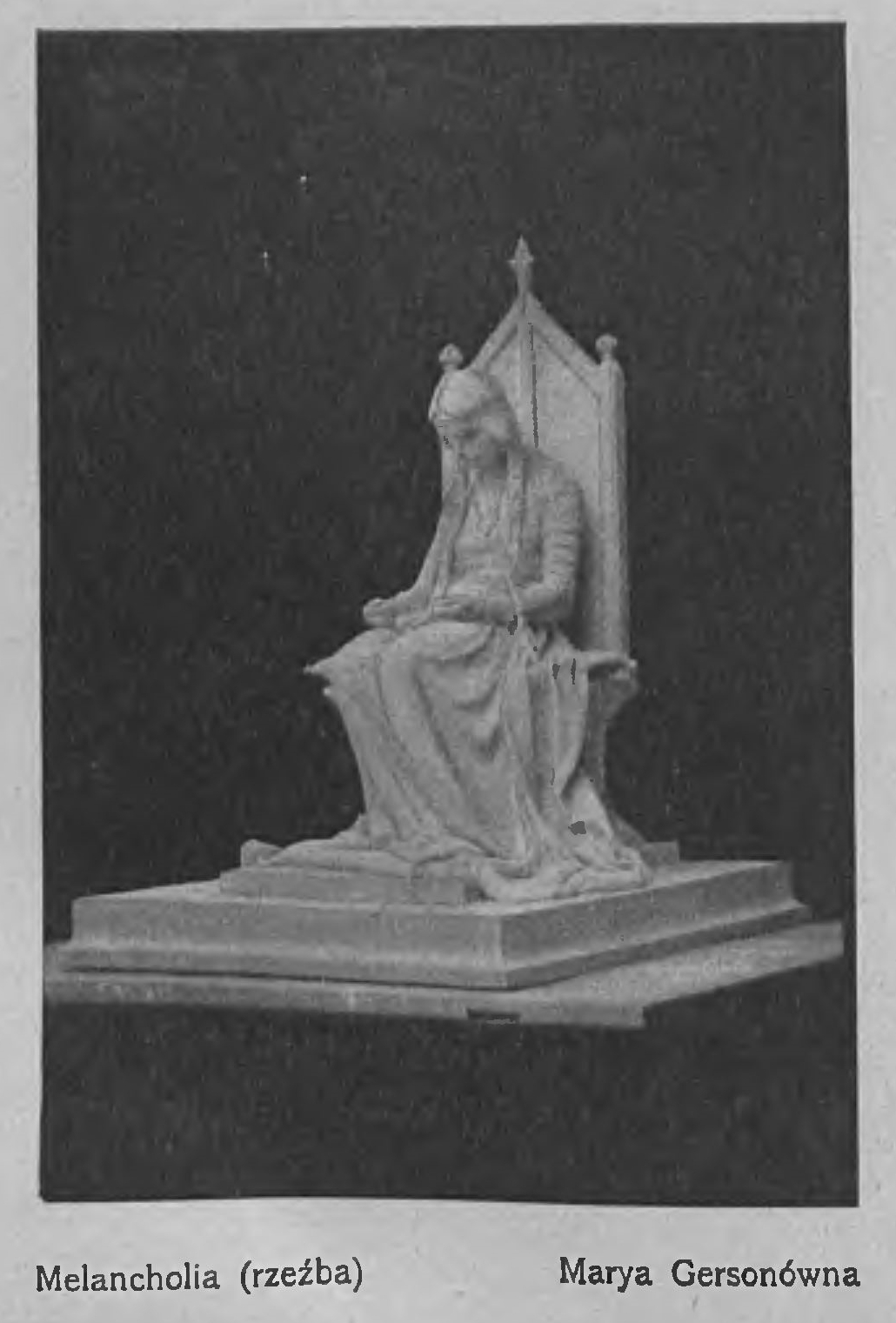
Maria Gerson-Dąbrowska, Melancholia, 1899, reprodukcja rzeźby opublikowana w „Tygodniku Ilustrowanym”, 1900

- Medal z okazji 50-lecia śmierci Fryderyka Chopina, 1899, Muzeum Narodowe w Warszawie
- Portret Juliusza Słowackiego, 1894, popiersie, terakota, Muzeum Narodowe w Warszawie[3]

Znane z reprodukcji lub fotografii w czasopismach lub innych wydawnictwach :
- W ucieczce do Egiptu (lub Ucieczka do Egiptu, gips, TZSP w Warszawie, 1898 i 1907) – praca nagrodzona listem pochwalnym na konkursie TZSP w 1898 oraz honorową wzmianką na wystawie Société des artistes français w tym samym roku[3]
- Portret (pastel przedstawiający kobietę w fotelu, Salon Krywulta, 1899)
- Melancholia (rzeźba, Salon Krywulta – Wystawa Artystek, 1900)
- Epitafium Jana Pankiewicza (kościół popijarski w Warszawie, 1901)
- Madonna (Salon Krywulta - Wystawa Inaugurująca, 1900, pokazana także w TZSP w 1900 oraz 1907)

Prace pokazywane w Towarzystwie Zachęty Sztuk Pięknych w Warszawie lub Salonie Krywulta i obecnie znane tylko z tytułów  :
- Biust prof. Siwińskiego (rzeźba, Salon Krywulta, 1892)
- Biust Czesława Makowskiego (płaskorzeźba, Salon Krywulta, 1892)
- Biust Czesława Makowskiego (rzeźba, Salon Krywulta, 1892)
- Głowa mężczyzny (terakota, TZSP w Warszawie, 1892, pracę wylosował Edward Chrzanowski)
- Merkury (Salon Krywulta, 1892)
- Portret chłopca (popiersie, TZSP w Warszawie, 1893),
- Ranny (popiersie, TZSP w Warszawie, 1893),
- Popiersie starca (popiersie, TZSP w Warszawie, 1893),
- Strzelec (popiersie, TZSP w Warszawie, 1893),
- Głowa Etiopki (TZSP w Warszawie, 1893),
- Góralka (TZSP w Warszawie, 1893),
- Baba Jędza (głowa kobiety, terakota, TZSP w Warszawie, 1894)
- Ammeris (głowa kobiety, terakota, TZSP w Warszawie, 1894)
- Uśpiona (gips, TZSP w Warszawie, 1894)
- Prorok (popiersie, terakota, TZSP w Warszawie, 1895)
- Fantazja (głowa kobiety, terakota, TZSP w Warszawie, 1895)
- Głowa kobiety (studium, terakota, TZSP w Warszawie, 1895)
- Pocałunek (terakota, TZSP w Warszawie, 1896)
- Mefistofeles (terakota, TZSP w Warszawie, 1896)
- Popiersie (terakota, TZSP w Warszawie, 1896)
- Projekt na nagrobek (gips, TZSP w Warszawie, 1896)
- Statua kobiety (gips, TZSP w Warszawie, 1896)
- Dziewczyna z kwiatkiem (gips, TZSP w Warszawie, 1896)
- Biust Adama Mickiewicza (TZSP w Warszawie, 1897)
- Portret Siwińskiego (medal, gips, TZSP w Warszawie, 1897)
- Cztery rzeźby pod kloszem (gips, TZSP w Warszawie, 1898)
- Św. Salomea (gips, TZSP w Warszawie, 1898)
- Portret Mickiewicza (gips, TZSP w Warszawie, 1898)
- Studium (gips, TZSP w Warszawie, 1898)
- Królewna (terakota, TZSP w Warszawie, 1899)
- Medale Chopina (Salon Krywulta, 1899)
- Głowa męska (rzeźba, Salon Krywulta),
- Portret Zygmunta Dąbrowskiego (TZSP w Warszawie, 1901)
- Medalion (TZSP w Warszawie, 1901)
- Dzieci (TZSP w Warszawie, 1903)
- Studium (TZSP w Warszawie, 1903)
- Średniowieczna (TZSP w Warszawie, 1904)
- Portret p. M. D. (TZSP w Warszawie, 1904)
- Mieszczka krakowska (TZSP w Warszawie, 1904)
- Portret p. J. K. (TZSP w Warszawie, 1907)
- Portret p. J. D. (TZSP w Warszawie, 1907)
- Studium (TZSP w Warszawie, 1907)
- Pieczątka (TZSP w Warszawie, 1907)
- Popielniczka (TZSP w Warszawie, 1907)
- Marleau [?] (TZSP w Warszawie, 1907)